# Coutouvre
Coutouvre ist eine französische Gemeinde mit 1.067 Einwohnern (Stand: 1. Januar 2022) im Département Loire in der Region Auvergne-Rhône-Alpes. Sie gehört zum Arrondissement Roanne, zum Kanton Charlieu und zum Gemeindeverband Roannais Agglomération. 

## Geografie
Die Gemeinde Coutouvre liegt etwa zehn Kilometer ostnordöstlich von Roanne. Nachbargemeinden von Coutouvre sind Nandax und Boyer im Norden, Jarnosse im Nordosten, La Gresle im Osten, Montagny im Süden, Perreux im Südwesten und Westen sowie Vougy im Westen und Nordwesten.

## Bevölkerungsentwicklung
| Jahr                       | 1962 | 1968 | 1975 | 1982 | 1990 | 1999 | 2006 | 2014 | 2022 |
| -------------------------- | ---- | ---- | ---- | ---- | ---- | ---- | ---- | ---- | ---- |
| Einwohner                  | 909  | 892  | 1011 | 1084 | 1052 | 1024 | 1107 | 1107 | 1067 |
| Quellen: Cassini und INSEE |      |      |      |      |      |      |      |      |      |

## Sehenswürdigkeiten

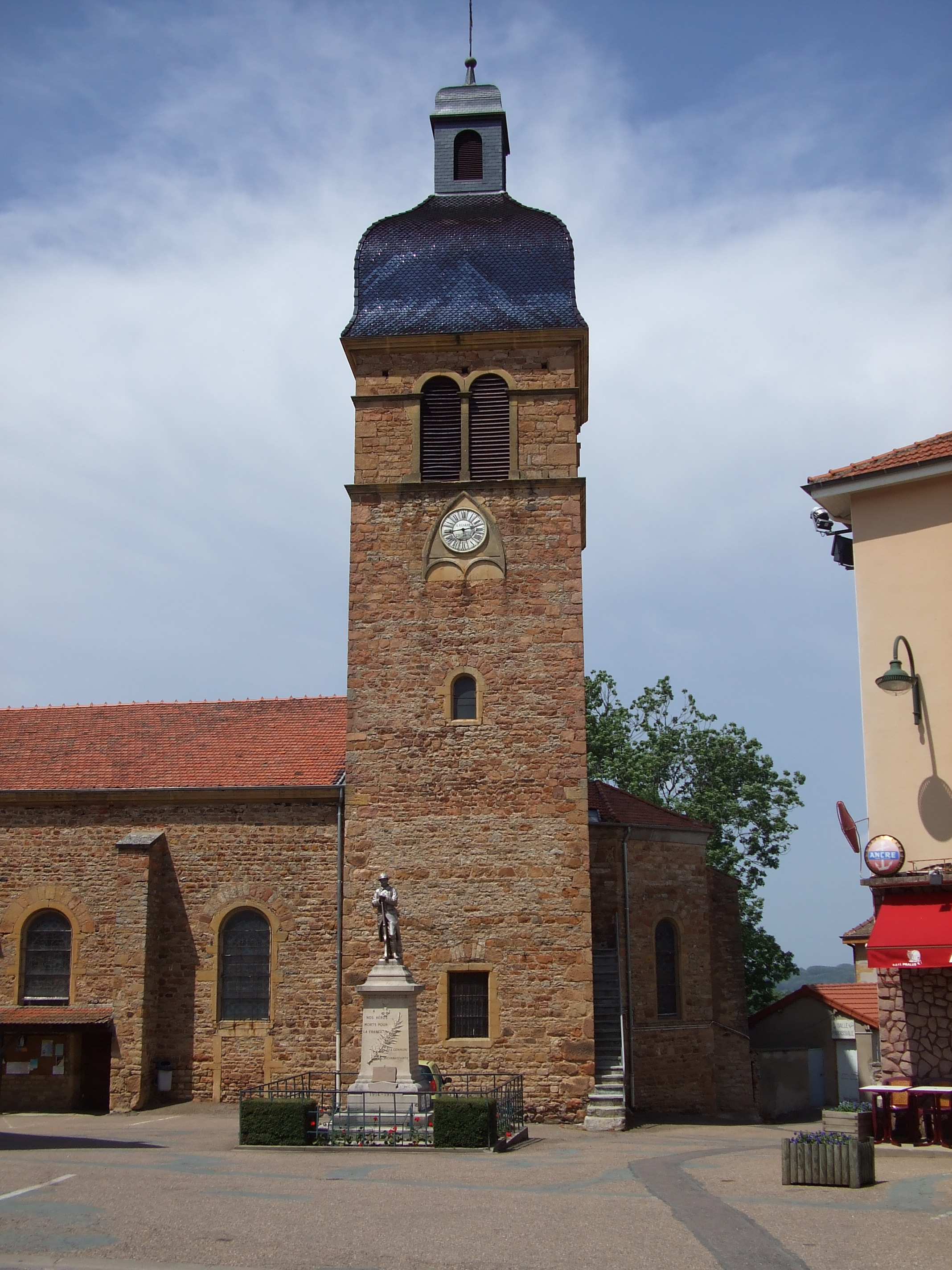
Kirche Saint-Denis
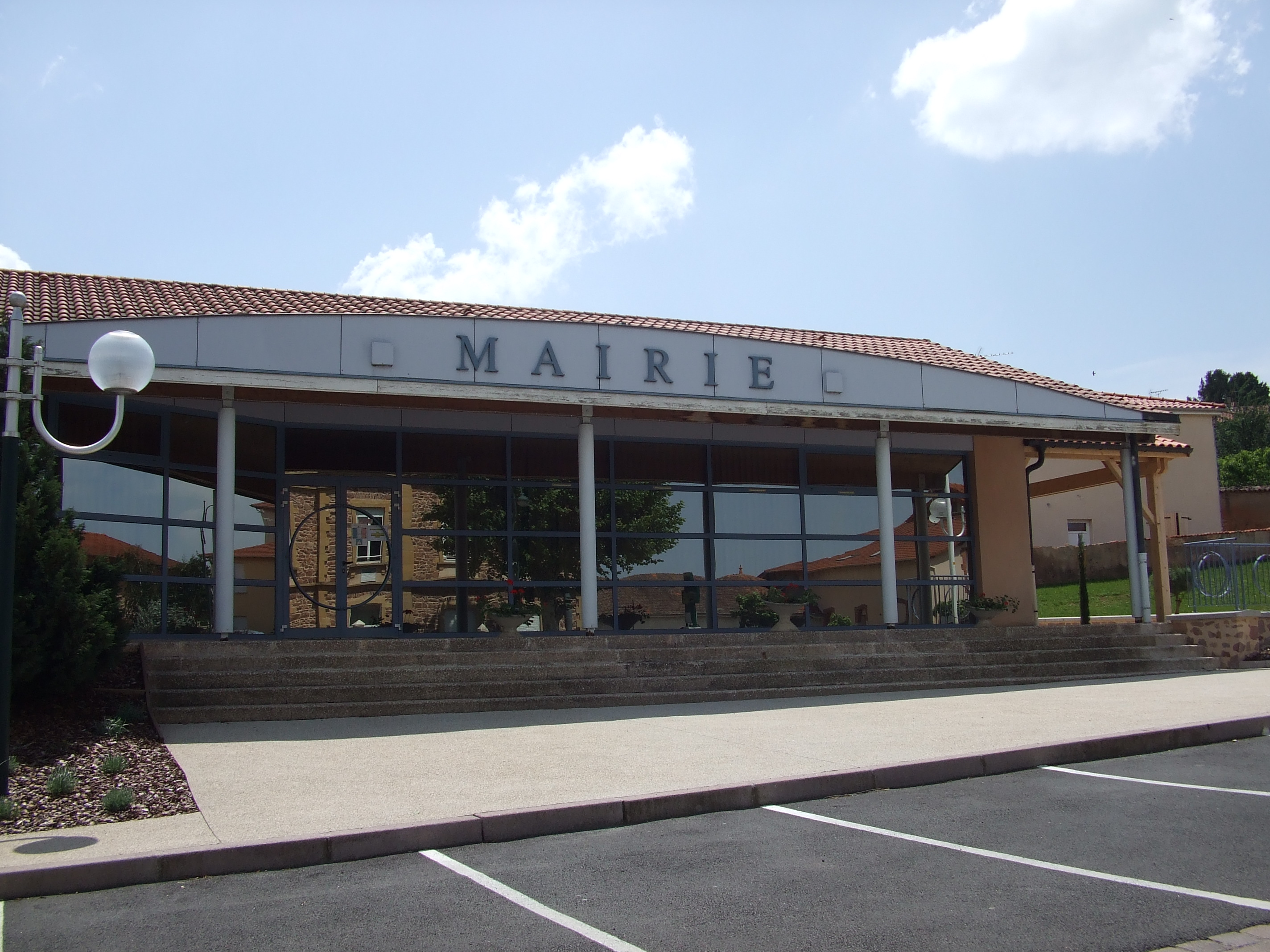
Mairie Coutouvre

- Kapelle Notre-Dame-de-Bon-Secours
- Schloss La Varenne

- Kirche Saint-Denis
- Mairie Coutouvre

## Persönlichkeiten
- Claude-Marie Dubuis (1817–1895), Bischof von Galveston (1862–1892)